# Яхни (Фастівський район)
Яхни́ — село в Україні, у Фастівському районі Київської області. Населення становить 557 осіб. Входить до складу Кожанської селищної громади.

## Історія
Відомий український краєзнавець Лаврентій Похилевич у своїй книзі «Сказання про населені місцевості Київської губернії» подає наступний опис села Яхни, яке тоді належало до Васильківського повіту Київської губернії: «Яхни, село на шляху з Паволочі на Триліси, при струмку Соботі, тут починається, і впадає в Кам'янку, за селами Половецькими. Мешканців обох статей православних — 1055, римських католиків — 14. Церква дерев'яна начесть Іоанна Богослова, в минулому XVIII столітті побудована, але невідомо в якому саме році. По штатах зарахована до 6-го класу; землі має вказану пропорцію».
5 лютого 1965 року Указом Президії Верховної Ради Української РСР передано Яхнівську сільраду Сквирського району до складу Фастівського району.

## Населення

### Мова
Розподіл населення за рідною мовою за даними перепису 2001 року:
| Мова            | Кількість | Відсоток |
| --------------- | --------- | -------- |
| українська      | 535       | 96.05%   |
| російська       | 14        | 2.51%    |
| румунська       | 4         | 0.72%    |
| інші/не вказали | 4         | 0.72%    |
| Усього          | 557       | 100%     |

## Відомі люди

### Народилися
- Онаць Олена Миколаївна — український науковець і педагог, громадський діяч, журналіст.
- А. Г. Музиченко — Герой Соціалістичної Праці.[1]